# HD 49319
HD 49319，又名CD-39 2831，SAO 197192、HR 2507，是一颗恒星，视星等为6.62，位于銀經248.84，銀緯-17.84，其B1900.0坐标为赤經6h 42m 44s，赤緯-39° -17.84′ 0″。